# Omoedus kulczynskii
Omoedus kulczynskii là một loài nhện trong họ Salticidae.
Loài này thuộc chi Omoedus. Omoedus kulczynskii được Jerzy Prószyński miêu tả năm 1971.